# Bösinghausen (Waake)
Bösinghausen ist ein Ort in Südniedersachsen. Seit 1973 ist er ein Ortsteil der Gemeinde Waake in der Samtgemeinde Radolfshausen im Landkreis Göttingen, Niedersachsen.

## Geographische Lage

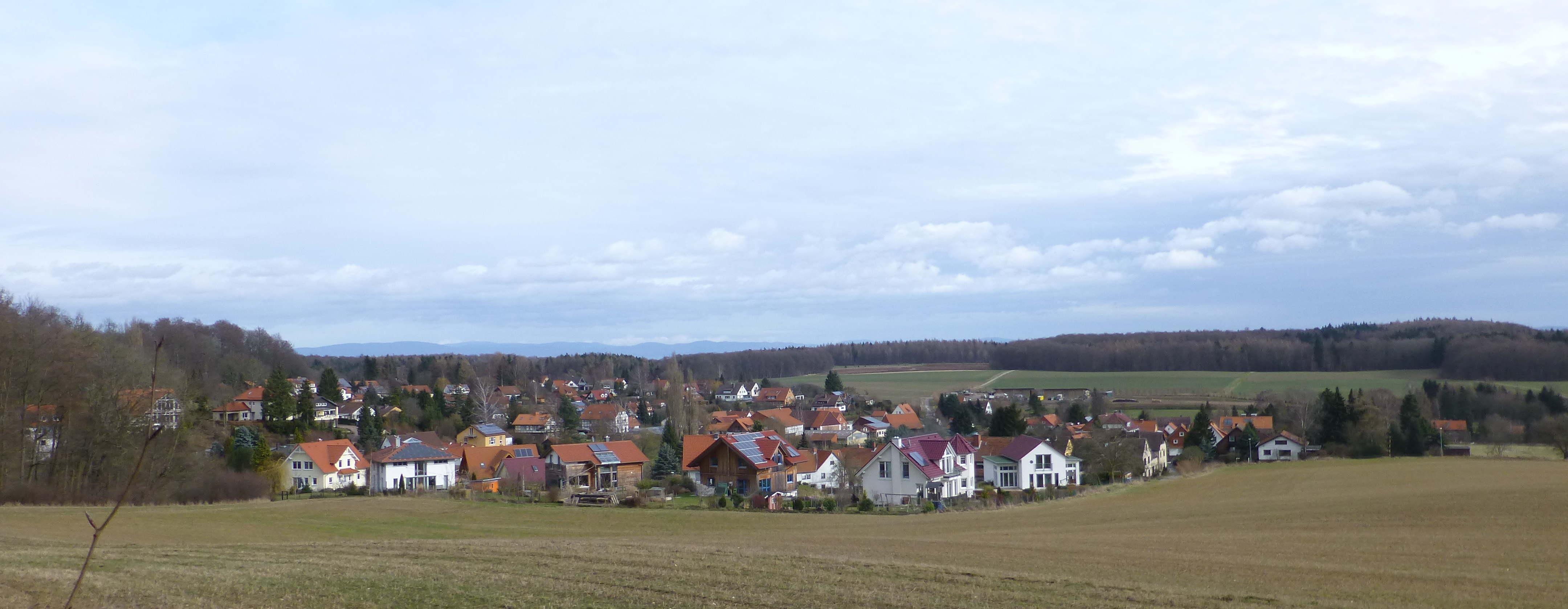
Bösinghausen

Bösinghausen liegt etwa 1,2 km nördlich von Waake auf einer Höhe von 270 m ü. NHN unmittelbar vor dem Ostabhang des Muschelkalkgebietes Göttinger Wald. Der in Bösinghausen anstehende Buntsandstein gehört zur Röt-Formation. Der Ort ist dicht umgeben von den bewaldeten Bergen Büsteppe im Westen und Lukasberg im Nordwesten sowie den teilweise bewaldeten Erhebungen des Sandbergs im Nordosten, des Hellebergs im Osten und des Mühlenbergs im Südosten. Nach Süden besteht über das Borntal eine Verbindung zum Hacketal, das von der Aue durchflossen wird. Nur etwa 800 Meter nördlich verläuft jenseits des Lukasbergs das Weißwassertal.
Im Westen, Norden und Osten ist das bebaute Ortsgebiet vom Landschaftsschutzgebiet Leinebergland umgeben.

## Ortsname
Der Ortsname endet auf das Grundwort -hausen. Davor befindet sich das Infix -inge-, heute zu -ing- verkürzt, das ursprünglich einen Genitiv Plural des davor stehenden Bestimmungswortes anzeigte und bei Ortsnamen grundsätzlich zu einem Personennamen gehört. In diesem Fall wurde der Personenname als Kurzname Boso oder Bosi erschlossen. Der Name Bösinghausen könnte demnach als „Siedlung der Leute des Boso“ übertragen werden.
Im Jahr 1318 wurde der Ortsname Bosinghehusen geschrieben, 1344 ist ein Henricus de Bosingehusen schriftlich erwähnt. 1447 lautete der Name Bosingeshußen, 1555 Besinghusen, 1588 Bessichausen und in einer anderen schriftlichen Quelle Bosingehausen, um 1610 Beßihausen und 1650 Bösenhausen. Mit der heutigen Namensform Bösinghausen wurde der Ort erstmals 1785 auf der Karte der Kurhannoverschen Landesaufnahme genannt. Aus der Mitte des 20. Jahrhunderts sind als niederdeutsche Dialektformen Boiehusen, Böösiĕhūsĕn und Boi(s)jĕhūsĕn überliefert.

## Geschichte
Die erste urkundliche Erwähnung Bösinghausens ist im Lehnbuch des Braunschweigischen Herzogs Otto aus dem Jahr 1318 überliefert. Dort lautete ein Eintrag: „Johannes miles et Ar[noldus] frater suus ½ marcam annue pensionis cum hominibus in Bosinghehusen“. Aus der vorhergehenden Eintragung geht hervor, dass es sich bei den Lehnsnehmern um Angehörige der Familie von Roringen handelte. Im Jahr 1447 wurden, wie schon zuvor die verstorbenen Gottschalk und Johann von Plesse, nun die Herren  Gottschalk, Dietrich und Moritz von Plesse mit dem Zehnten des Dorfes belehnt. Das ganze Dorf Bösinghausen wurde 1469 noch als Lehen der Familie von Roringen, 1459 aber als Lehen der Plesser bezeichnet.
Nach älterer Literatur war Bösinghausen um 1544 eine Wüstung und wurde in der Zeit bis 1573 wieder neu besiedelt. Eine Quellenangabe für diese Angabe fehlt jedoch. Deshalb bezweifeln anderen Autoren, ob der Ort tatsächlich zeitweise ganz wüstfiel. Eine Grenzbeschreibung aus dem Jahre 1571, als die Herrschaft Plesse an den Landgrafen von Hessen fiel, führt eine offenbar besiedelte dorfschaft Businghusen an. 1573 werden neben zwei wüsten Stätten auch vier besetzte Hofstellen im Ort genannt. Eventuell kann auch 1544 eine teilweise Ortswüstung vorgelegen haben.
In Bösinghausen befand sich ein Vorwerk des Amtshofs Radolfshausen, das nach dem Aussterben der Herren von Plesse als Pachtgut betrieben wurde. Ein bedeutender Lehnsinhaber des Gutes und Dorfes war seit 1616 Hildebrand Giseler Rumann, später seine Nachkommen, die das Dorf jeweils von Pächtern bewirtschaften ließen. Im Dreißigjährigen Krieg brannte Bösinghausen völlig ab. Um 1750 existierte auch eine Ziegelei in Bösinghausen, sie gehörte zum Gutshof der Familie Rumann. Nach der Eroberung des Kurfürstentums Hannover durch Napoleon gehörte auch Bösinghausen zum Königreich Westphalen. Das Patrimonialgericht der Familie Rumann wurde aufgelöst und auch in der Zeit der Restauration nicht wiederhergestellt. Um 1870 wurde auch der Gutshof aufgelöst und die Ländereien aufgeteilt und verkauft. Die Ziegelei stellte ihren Betrieb etwa 1912 ein.
Im Dezember 1910 hatte Bösinghausen 102 Einwohner, 1925 war die Zahl geringfügig auf 113 Einwohner gestiegen. Es gehörte zum Amtsgerichtsbezirk und zum Finanzamt Göttingen, die Poststelle war Waake. Bis 1939 stieg die Einwohnerzahl auf 142 an. Für das Jahr 1969 werden 273 Einwohner genannt.
Bösinghausen wurde zum 1. Januar 1973 in die Gemeinde Waake eingegliedert.

## Verkehr
Bösinghausen ist über die im Borntal verlaufende Kreisstraße 9 unmittelbar östlich von Waake an die Bundesstraße 27 angebunden. Weitere für den Autoverkehr geöffnete Anbindungen existieren nicht. Es besteht eine Busanbindung  mit der Linie 173 der Regionalbus Braunschweig GmbH, an der Bundesstraße auch mit der Linie 170. 
Nördlich passiert eine beliebte Fahrradstrecke durch das Weißwassertal den Ort. Eine ausgeschilderte Anbindung ist vorhanden.

## Sehenswürdigkeiten

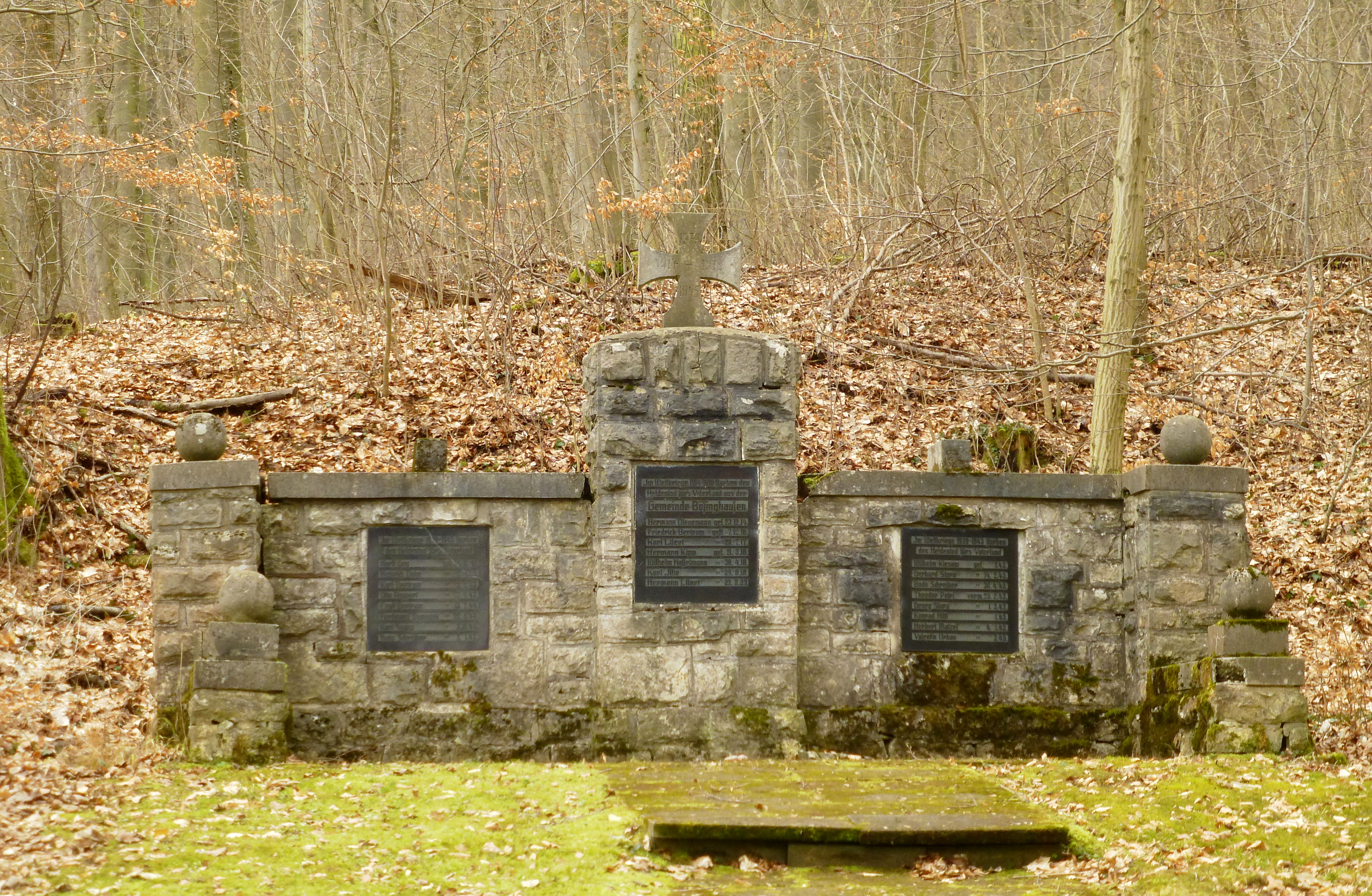
Ehrenmal für die Gefallenen beider Weltkriege in Bösinghausen

Der Ort gehört zu den wenigen Dörfern im Landkreis Göttingen, die über kein eigenes Kirchen- oder Kapellengebäude verfügen. In Bösinghausen sind neben dem Ehrenmal zwei Wohnwirtschaftsgebäude und ein Wohnhaus als Baudenkmale ausgewiesen. (Siehe Liste der Baudenkmale in Waake)
Von Bösinghausen gehen ausgeschilderte Wander- und Radwege aus. Nahegelegene Ausflugsziele sind der Hünstollen mit Aussichtsturm Hünstollenturm sowie der Hördelbrunnen im Weißwassertal.